# Mane (mitologia)
Mane (in greco antico: Μάνης?, Mánis) è un personaggio della mitologia greca. Fu un Re di Lidia.

## Genealogia
Figlio di Zeus e di Gea, fu il padre di Ati e dall'oceanina Calliroe ebbe il figlio Cotys.

## Mitologia
Secondo Erodoto fu il primo re di Meonia (che in seguito prese il nome di Lidia) e visse durante il secondo millennio a.C..
Suo figlio Cotys sposò Alia (figlia di Tyllus) e da lei ebbe Asies che divenne l'eponimo dell'Asia.